# 沙下区

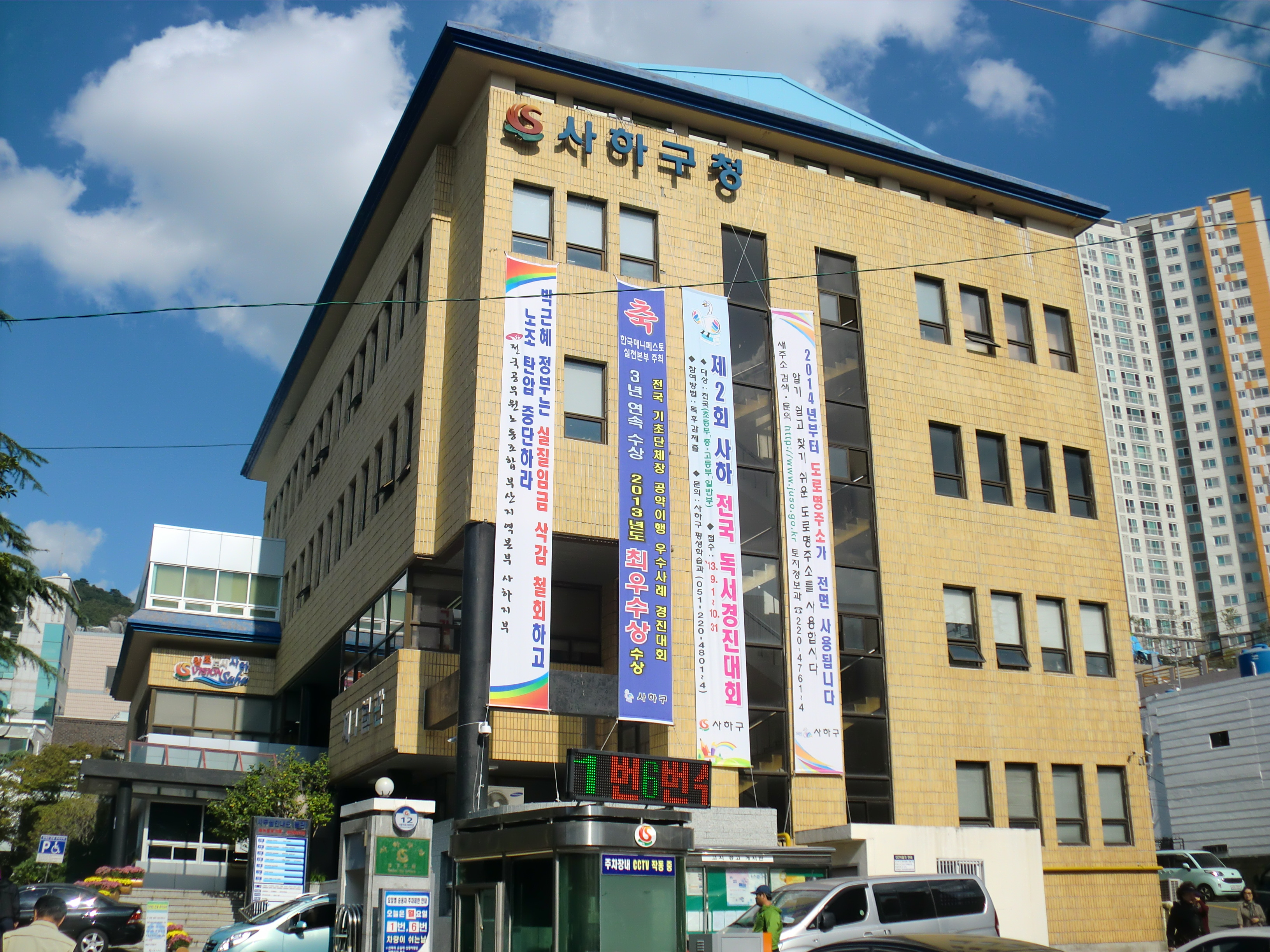
沙下区庁

沙下区（サハく）は、大韓民国、釜山広域市の南西に位置する区。

## 概説
洛東江下流東岸に位置し、1970年代以降に開発された住宅地域及び1200を越える製造業者を抱える工業地域として知られる。また外国人の居住も市内では比較的多い区として知られる。

## 歴史
- 1983年12月15日 - 西区槐亭洞・堂里洞・下端洞・新平洞・長林洞・多大洞・旧平洞・甘川洞、北区大渚洞の乙淑島・日雄島の区域をもって、沙下区を設置。

## 行政

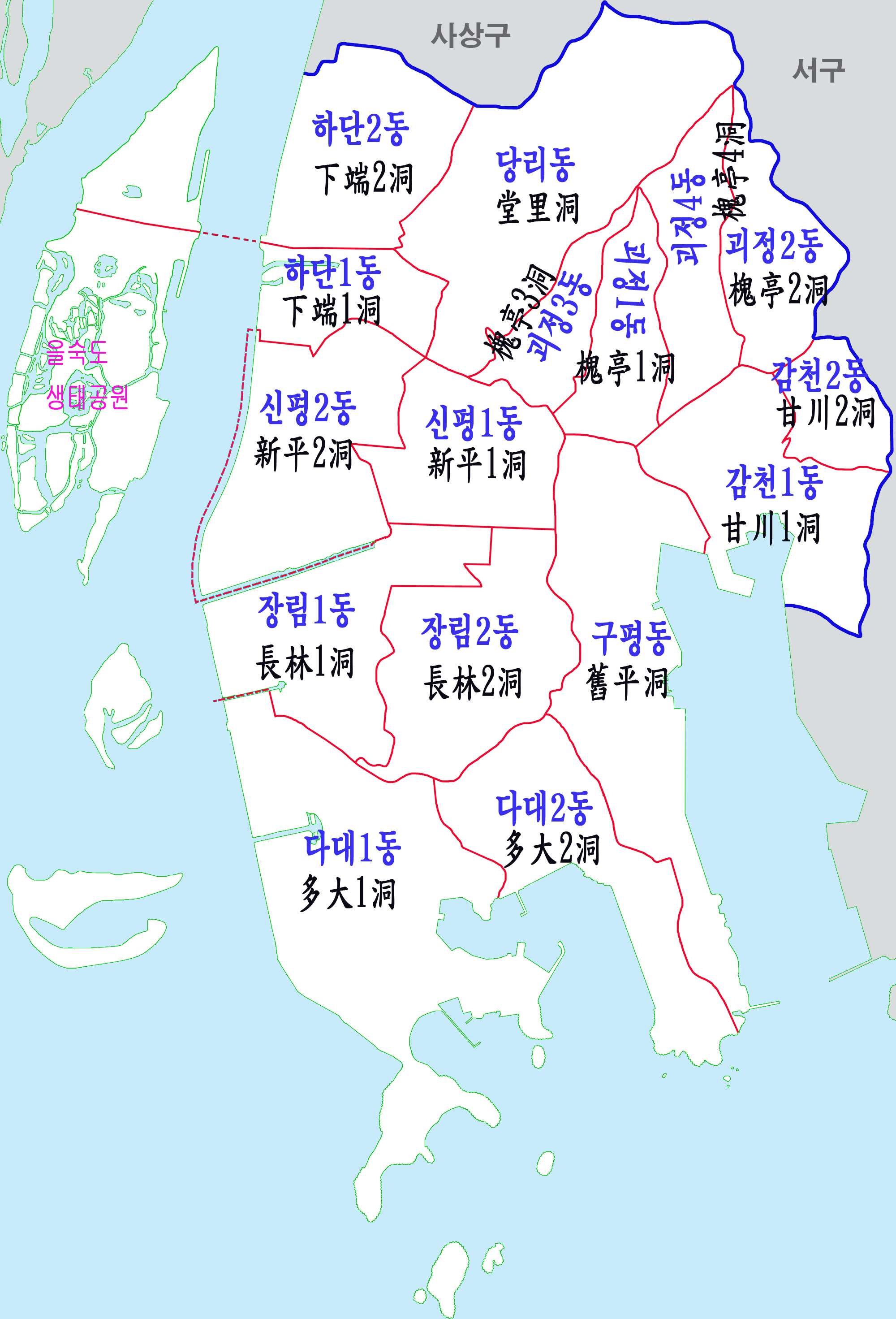
行政区域図

法定洞として8洞があり、これらは16の行政洞に分けられる。
| 行政洞                              | 法定洞 |
| ----------------------------------- | ------ |
| 槐亭第1洞（クェジョンジェイルドン） | 槐亭洞 |
| 槐亭第2洞（クェジョンジェイドン）   | 槐亭洞 |
| 槐亭第3洞（クェジョンジェサムドン） | 槐亭洞 |
| 槐亭第4洞（クェジョンジェサドン）   | 槐亭洞 |
| 甘川第1洞（カムチョンジェイルドン） | 甘川洞 |
| 甘川第2洞（カムチョンジェイドン）   | 甘川洞 |
| 堂里洞（タンニドン）                | 堂里洞 |
| 下端第1洞（ハダンジェイルドン）     | 下端洞 |
| 下端第2洞（ハダンジェイドン）       | 下端洞 |
| 新平第1洞（シンピョンジェイルドン） | 新平洞 |
| 新平第2洞（シンピョンジェイドン）   | 新平洞 |
| 長林第1洞（チャンニムジェイルドン） | 長林洞 |
| 長林第2洞（チャンニムジェイドン）   | 長林洞 |
| 多大第1洞（タデジェイルドン）       | 多大洞 |
| 多大第2洞（タデジェイドン）         | 多大洞 |
| 旧平洞（クピョンドン）              | 旧平洞 |

### 警察
- 釜山沙下警察署

### 消防
- 沙下消防署
- 港湾消防署
  - 消防2艇隊

## 教育

### 私立大学
- 東亜大学校

### 専門大学
- 東洲大学校

## 交通

### 鉄道
- 釜山交通公社
  - 釜山都市鉄道1号線

多大浦海水浴場駅 - 多大浦港駅 - ナッケ駅 - 新長林駅 - 長林駅 - トンメ駅 - 新平駅 - 下端駅 - 堂里駅 - 沙下駅 - 槐亭駅 - 大峙駅